# Данилково (Антроповский район)
Данилково — упразднённая деревня в Антроповском районе Костромской области России.

## География
Урочище находится в центральной части Костромской области, в подзоне южной тайги, к югу от реки Нёмды, к востоку от автодороги 34Н-31, на расстоянии приблизительно 22 километров (по прямой) к юго-юго-западу от посёлка Антропово, административного центра района.

### Климат
Климат характеризуется как умеренно континентальный, с продолжительной холодной многоснежной зимой и коротким сравнительно тёплым летом. Среднегодовая температура воздуха — 2,5 °C. Средняя температура воздуха самого холодного месяца (января) — −12,6 °C (абсолютный минимум — −38 °C); самого тёплого месяца (июля) — 18,2 °C (абсолютный максимум — 36 °С). Годовое количество атмосферных осадков — 500—550 мм, из которых большая часть выпадает в тёплый период.

## История
В «Списке населенных мест Костромской губернии по сведениям 1870-72 годов» населённый пункт упомянут как деревня Галичского уезда, расположенная при пруде, в 45 верстах от уездного города. В Данилкове числилось 38 дворов и проживало 227 человек (93 мужчины и 129 женщин). Действовало волостное правление.
В 1907 году в деревне, относящейся к Данилковской волости, имелся 51 двор и проживало 285 человек.
В 1926 году деревня входила в состав Бетелевского сельсовета Пречистенской волости, числилось 52 двора и 262 жителя. Упразднена не позднее 1981 года.